# مالکیت فکری (فیلم)
مالکیت فکری (انگلیسی: Intellectual Property) فیلمی مهیج و دوره‌ای محصول سال ۲۰۰۶ است. است. از بازیگران آن می‌توان به کریستوفر مسترسن، لیندزی فونسکا، برایان کرانستون، ریچارد ریلی، و تام اورت اسکات اشاره کرد. این فیلم برنده جایزه بهترین فیلم، بهترین بازیگر و بهترین کارگردان از جشنواره بین‌المللی فیلم آکسفورد شد.